# Governo Badoglio I
Il Governo Badoglio I è stato il sessantesimo esecutivo del Regno d'Italia, il primo guidato da Pietro Badoglio.
Esso, nato in seguito alla Caduta del fascismo e del Governo Mussolini dopo l’ordine del giorno Grandi, è stato in carica dal 27 luglio 1943 (sebbene l’incarico fosse stato già conferito il 25 ed i ministri nominati il 26 luglio) al 22 aprile 1944 (sebbene già dimissionario dal precedente 17 aprile), per un totale di 270 giorni, ovvero 9 mesi. 
Per via delle necessità derivanti dalla Seconda guerra mondiale e dall’incombenza della guerra civile, esso fu un esecutivo del Re di tipo tecnico-militare e di natura transitoria composto da sei generali, due prefetti, sei funzionari e due consiglieri di Stato. Fu il primo governo guidato da un militare dal Governo Pelloux II.
In più, per le medesime ragioni, in questo governo furono istituiti, tramite regio decreto, decreto legislativo luogotenenziale e bandi, una serie di modificazioni per istituire commissariati generali, sopprimere ministeri e rinominarne altri. Nello specifico:
- Con R.D. del 9 agosto 1943, n. 718, venne alterata la denominazione del "Ministero delle corporazioni" in "Ministero dell'industria, del commercio e del lavoro";
- Con Bando del 1º ottobre 1943, n. 4. (283 A.C.), fu istituito il "Commissariato generale per l’alimentazione", passato poi sotto il "Ministero dell'agricoltura e delle foreste" con R.D. del 25 febbraio 1944, n. 63;
- Con R.D. del 27 gennaio 1944, n. 21 (integrate con R.D. del 16 marzo 1944, n. 90), fu istituito l’"Alto commissariato per la Sardegna";
- Con R.D. del 27 gennaio 1944, n. 24, fu soppresso il "Ministero della produzione bellica";
- Con R.D. del 18 marzo 1944, n. 91, fu istituito l’"Alto commissariato per la Sicilia";
- Con R.D. del 6 aprile 1944 n. 107, fu istituito il "Commissario generale per i prigionieri di guerra";
- Con R.D. del 13 aprile 1944 n. 110, fu istituito il "Commissariato generale per l’epurazione nazionale dal Fascismo";
- Con R.D. del 2 giugno 1944, n. 150, fu soppresso il "Ministero per gli scambi e le valute".
- Con D.L.L. del 3 luglio 1944, n. 1963, fu soppresso il "Ministero della cultura popolare" e rimpiazzato da un "Sottosegretario di Stato per l'informazione e l'editoria".

La prima fase di vita del governo, in cui esso risiedette a Roma fino al trasferimento a Brindisi seguito all'annuncio dell'armistizio dell'8 settembre 1943, è ricordata come governo dei quarantacinque giorni.

## Storia

### Formazione, armistizio e fuga da Roma
In seguito all'approvazione dell'ordine del giorno Grandi da parte del Gran Consiglio del Fascismo, Vittorio Emanuele III rimosse Benito Mussolini dalla carica di Capo del governo primo ministro segretario di Stato e lo fece porre agli arresti. Il sovrano nominò capo del Governo il generale Pietro Badoglio, il quale procedette a eliminare molte riforme effettuate dal fascismo all'ordinamento statutario dello Stato liberale. 
Il 2 agosto 1943 il Partito Nazionale Fascista, il Gran Consiglio del Fascismo, la Camera dei Fasci e delle Corporazioni e le organizzazioni legate al partito furono sciolte tramite regi decreti-legge e la denominazione "fascista" venne rimossa dai nomi degli enti pubblici. Venne ricostituita la Camera dei Deputati, per la quale vennero disposte nuove elezioni entro quattro mesi, mentre il Senato del Regno rimase in carica senza variazioni; gli eventi successivi resero tuttavia impossibile la ripresa dei lavori parlamentari.
L'8 settembre 1943, in seguito alla firma dell'armistizio di Cassibile, le forze armate tedesche invasero l'Italia (Operazione Achse), sopraffacendo rapidamente gran parte delle forze armate del Regno. La sera stessa Roma fu attaccata dalle forze della Wehrmacht e, il giorno seguente, il Re, Badoglio, la famiglia reale e lo Stato maggiore dell'esercito lasciarono la capitale; prive di guida, le forze militari a difesa di Roma capitolarono il 10 settembre, dopo tre giorni di feroci combattimenti.
I principali membri del governo non avevano lasciato la capitale al seguito di Vittorio Emanuele III, in quanto neanche avvisati. Furono abbandonati alla ventura: Raffaele Guariglia, ministro degli esteri, Umberto Ricci, ministro dell'interno, Leonardo Severi, ministro dell'educazione nazionale, Giovanni Acanfora, ministro per gli scambi e le valute, e Domenico Bartolini, ministro delle finanze. A parte Guariglia, che si rifugiò nell'ambasciata di Spagna, gli altri ministri trovarono ospitalità presso il Palazzo del Laterano della Santa Sede.
Il Re e il Presidente del Consiglio si insediarono a Brindisi. Il governo provvisorio, sotto la tutela dell'Amministrazione militare anglo-americana, ebbe il controllo delle province di Bari, Brindisi, Lecce e Taranto.
Badoglio diede incarico al ministro dell'interno Umberto Ricci di coordinare l'attività dei ministri rimasti in Laterano. Ricci convocò una riunione del consiglio dei ministri presenti, che si concluse con l'autoscioglimento dell'organismo.

### Il rimpasto ed eventi successivi
Da Brindisi, in novembre, il Re nominò alcuni Sottosegretari facenti funzione di Ministri, in sostituzione di quelli rimasti nella Capitale. Il 13 ottobre 1943 il Regno del Sud, come Regno d'Italia, dichiarò guerra alla Germania, rientrando nel conflitto al fianco delle forze alleate in qualità di Paese cobelligerante.
Nel gennaio 1944 il governo abrogò tramite regio decreto-legge le leggi razziali fasciste e ripristinò i diritti civili e politici dei cittadini italiani di fede ebraica. Fu contestualmente soppresso il Tribunale della razza (di fatto non più operativo).
Nel febbraio 1944 il governo si stabilì a Salerno e ricevette dagli alleati il controllo di tutta l'Italia meridionale. Il presidente del Consiglio Badoglio, con un rimpasto, procedette alla sostituzione dei ministri assenti.

### Dimissioni
Il governo diede le dimissioni il 17 aprile 1944, e fu seguito dal secondo governo Badoglio.

## Compagine di governo

### Appartenenza politica
| Partito | Partito                 | Presidente | Ministri | Commissari | Sottosegretari | Totale |
| ------- | ----------------------- | ---------- | -------- | ---------- | -------------- | ------ |
|         | Militare                | 1          | 6        | 2          | 3              | 12     |
|         | Indipendente (politica) | -          | 10       | 3          | 9              | 22     |

## Composizione
| Carica                                              | Titolare                                                                | Titolare                                                              | Titolare                                                                    | Sottosegretari |
| Presidenza del Consiglio dei ministri               | Presidenza del Consiglio dei ministri                                   | Presidenza del Consiglio dei ministri                                 | Presidenza del Consiglio dei ministri                                       | Sottosegretario di Stato alla Presidenza del Consiglio |
| --------------------------------------------------- | ----------------------------------------------------------------------- | --------------------------------------------------------------------- | --------------------------------------------------------------------------- | --- |
| Capo del Governo Primo Ministro Segretario di Stato |                                                                         |                                                                       | Pietro Badoglio (Militare)                                                  | - Pietro Baratono (Indipendente) - Dino Philipson (Indipendente) (dal 1º febbraio 1944) |
| Ministero                                           | Ministri                                                                | Ministri                                                              | Ministri                                                                    | Sottosegretario |
| Affari Esteri                                       |                                                                         |                                                                       | Raffaele Guariglia (Indipendente) (dal 28 luglio 1943 all'11 febbraio 1944) | Carica non assegnata |
| Affari Esteri                                       | Pietro Badoglio (Militare) Ad interim (dall'11 febbraio 1944)           |                                                                       |                                                                             | Carica non assegnata |
| Africa Italiana                                     |                                                                         |                                                                       | Melchiade Gabba (Militare) (fino al 24 febbraio 1944)                       | Carica non assegnata |
| Africa Italiana                                     | Pietro Badoglio (Militare) Ad interim (dal 24 febbraio 1944)            |                                                                       |                                                                             | Carica non assegnata |
| Interno                                             |                                                                         |                                                                       | Bruno Fornaciari (Indipendente) (fino al 9 agosto 1943)                     | - Vito Reale (Indipendente) (dal 16 novembre 1943 all'11 febbraio 1944) - Pietro Capasso (Indipendente) (dal 24 febbraio 1944)                                                                              |
| Interno                                             |                                                                         | Umberto Ricci (Indipendente) (dal 9 agosto 1943 all'11 febbraio 1944) |                                                                             | - Vito Reale (Indipendente) (dal 16 novembre 1943 all'11 febbraio 1944) - Pietro Capasso (Indipendente) (dal 24 febbraio 1944)                                                                              |
| Interno                                             |                                                                         | Vito Reale (Indipendente) (dall'11 febbraio 1944)                     |                                                                             | - Vito Reale (Indipendente) (dal 16 novembre 1943 all'11 febbraio 1944) - Pietro Capasso (Indipendente) (dal 24 febbraio 1944)                                                                              |
| Grazia e Giustizia                                  |                                                                         |                                                                       | Gaetano Azzariti (Indipendente) (fino al 15 febbraio 1944)                  | Giuseppe Salvatore De Santis (Indipendente) (dal 16 novembre 1943 al 15 febbraio 1944) |
| Grazia e Giustizia                                  |                                                                         | Ettore Casati (Indipendente) (dal 15 febbraio 1944)                   |                                                                             | Giuseppe Salvatore De Santis (Indipendente) (dal 16 novembre 1943 al 15 febbraio 1944) |
| Finanze                                             |                                                                         |                                                                       | Domenico Bartolini (Indipendente) (dal 27 luglio 1943 all'11 febbraio 1944) | Guido Jung (Indipendente) (dal 16 novembre 1943 all'11 febbraio 1944) |
| Finanze                                             |                                                                         | Guido Jung (Indipendente) (dall'11 febbraio 1944)                     |                                                                             | Guido Jung (Indipendente) (dal 16 novembre 1943 all'11 febbraio 1944) |
| Scambi e Valute (soppresso)                         |                                                                         |                                                                       | Giovanni Acanfora (Indipendente) (fino al 24 febbraio 1944)                 | Carica non assegnata |
| Scambi e Valute (soppresso)                         | Guido Jung (Indipendente) Ad interim (dal 24 febbraio al 2 giugno 1944) |                                                                       |                                                                             | Carica non assegnata |
| Guerra                                              |                                                                         |                                                                       | Antonio Sorice (Militare) (fino all'11 febbraio 1944)                       | Taddeo Orlando (Militare) (dal 15 novembre 1943 all'11 febbraio 1944) |
| Guerra                                              |                                                                         | Taddeo Orlando (Militare) (dall'11 febbraio 1944)                     |                                                                             | Taddeo Orlando (Militare) (dal 15 novembre 1943 all'11 febbraio 1944) |
| Aeronautica                                         |                                                                         |                                                                       | Renato Sandalli (Militare)                                                  | Carica non assegnata |
| Marina                                              |                                                                         |                                                                       | Raffaele de Courten (Militare)                                              | Pietro Barone (Militare) Sottosegretario con delega per la Marina mercantile |
| Produzione Bellica (soppresso)                      |                                                                         |                                                                       | Carlo Favagrossa (Militare) (fino al 27 gennaio 1944)                       | Carica non assegnata |
| Agricoltura e Foreste                               |                                                                         |                                                                       | Alessandro Brizi (Indipendente) (fino all'11 febbraio 1944)                 | Tommaso Siciliani (Indipendente) (dal 16 novembre 1943 all'11 febbraio 1944) |
| Agricoltura e Foreste                               |                                                                         | Falcone Lucifero (Indipendente) (dall'11 febbraio 1944)               |                                                                             | Tommaso Siciliani (Indipendente) (dal 16 novembre 1943 all'11 febbraio 1944) |
| Industria, Commercio e Lavoro                       |                                                                         |                                                                       | Leopoldo Piccardi (Indipendente) (fino all'11 febbraio 1944)                | Epicarmo Corbino (Indipendente) (dal 16 novembre 1943 all'11 febbraio 1944) |
| Industria, Commercio e Lavoro                       |                                                                         | Epicarmo Corbino (Indipendente) (dall'11 febbraio 1944)               |                                                                             | Epicarmo Corbino (Indipendente) (dal 16 novembre 1943 all'11 febbraio 1944) |
| Lavori Pubblici                                     |                                                                         |                                                                       | Domenico Romano (Indipendente (fino all'11 febbraio 1944)                   | Raffaele De Caro (Indipendente) (dal 16 novembre 1943 all'11 febbraio 1944) |
| Lavori Pubblici                                     |                                                                         | Raffaele De Caro (Indipendente) (dall'11 febbraio 1944)               |                                                                             | Raffaele De Caro (Indipendente) (dal 16 novembre 1943 all'11 febbraio 1944) |
| Comunicazioni                                       |                                                                         |                                                                       | Federico Amoroso (Militare) (dal 27 luglio 1943 all'11 febbraio 1944)       | - Giovanni Di Raimondo (Militare) Sottosegretario con delega alle ferrovie (dal 16 novembre 1943) - Mario Fano (Indipendente) Sottosegretario con delega per le poste ed i telegrafi (dal 16 novembre 1943) |
| Comunicazioni                                       |                                                                         | Tommaso Siciliani (Indipendente) (dall'11 febbraio 1944)              |                                                                             | - Giovanni Di Raimondo (Militare) Sottosegretario con delega alle ferrovie (dal 16 novembre 1943) - Mario Fano (Indipendente) Sottosegretario con delega per le poste ed i telegrafi (dal 16 novembre 1943) |
| Cultura di massa                                    |                                                                         |                                                                       | Guido Rocco (Indipendente) (fino al 15 agosto 1943)                         | Carica non assegnata |
| Cultura di massa                                    |                                                                         | Carlo Galli (Indipendente) (dal 15 agosto 1943 al 24 febbraio 1944)   |                                                                             | Carica non assegnata |
| Cultura di massa                                    | Giovanni Cuomo (Indipendente) Ad interim (dal 24 febbraio 1944)         |                                                                       |                                                                             | Carica non assegnata |
| Educazione Nazionale                                |                                                                         |                                                                       | Leonardo Severi (Indipendente) (fino all'11 febbraio 1944)                  | Giovanni Cuomo (Indipendente) (dal 16 novembre 1943 all'11 febbraio 1944) |
| Educazione Nazionale                                |                                                                         | Giovanni Cuomo (Indipendente) (dall'11 febbraio 1944)                 |                                                                             | Giovanni Cuomo (Indipendente) (dal 16 novembre 1943 all'11 febbraio 1944) |
| Alti commissariati                                  |                                                                         |                                                                       |                                                                             | |
| Alimentazione (istituito)                           |                                                                         |                                                                       | Romeo Marcello Camera (Indipendente) (dal 30 dicembre 1943)                 | Romeo Marcello Camera (Indipendente) (dal 30 dicembre 1943) |
| Sardegna (istituito)                                |                                                                         |                                                                       | Pietro Pinna Parpaglia (Militare) (dal 29 gennaio 1944)                     | Pietro Pinna Parpaglia (Militare) (dal 29 gennaio 1944) |
| Sicilia (istituito)                                 |                                                                         |                                                                       | Francesco Musotto (Indipendente) (dal 30 marzo 1944)                        | Francesco Musotto (Indipendente) (dal 30 marzo 1944) |
| Epurazione nazionale del Fascismo (istituito)       |                                                                         |                                                                       | Tito Zaniboni (Indipendente) (dal 13 aprile 1944)                           | Tito Zaniboni (Indipendente) (dal 13 aprile 1944) |
| Prigionieri di guerra (istituito)                   |                                                                         |                                                                       | Pietro Gazzera (Militare) (dal 13 aprile 1944)                              | Pietro Gazzera (Militare) (dal 13 aprile 1944) |

## Cronologia

### 1943
- 25 luglio - Dopo la caduta del fascismo e l’arresto di Benito Mussolini, il Re Vittorio Emanuele III affida a Pietro Badoglio l'incarico di formare un nuovo governo. Nel tardo pomeriggio, come primo atto dell'esecutivo, si ebbe l’accorpamento delle milizie fasciste all'esercito regolare. Nel mentre, alle ore 20 l'EIAR diffonde il seguente comunicato: "Attenzione, attenzione: Sua Maestà il Re e Imperatore ha accettato le dimissioni dalla carica di Capo del Governo, Primo Ministro, e Segretario di Stato, presentate da Sua Eccellenza, il Cavaliere Benito Mussolini, e ha nominato Capo del Governo, Primo Ministro e Segretario di Stato, Sua Eccellenza il Cavaliere, Maresciallo d’Italia, Pietro Badoglio." Alle ore 22:45 il nuovo primo ministro pronuncia il suo primo discorso da tale, alla fine del quale dice: "La guerra continua e l'Italia resta fedele alla parola data… chiunque turbi l'ordine pubblico sarà inesorabilmente colpito". L'annuncio, contrariamente a tutte le aspettative, provocò immense dimostrazioni di giubilo e di festa, al grido di: «Viva il Re, Viva Badoglio». I veicoli si colmavano di passeggeri recanti scritte e bandiere, che percorrevano le strade cittadine[12]. Inoltre, durante le manifestazioni, i civili distrussero i simboli del passato regime.
- 26 luglio - Viene emanato un provvedimento con il quale l'autorità militare era investita di pieni poteri relativamente all'ordine pubblico, veniva istituito il coprifuoco, vietate le pubbliche riunioni e limitati i giornali a una sola edizione quotidiana; veniva inoltre diretto un secondo discorso alla nazione.
- 27 luglio - Completata la lista dei ministri, si insedia il governo.
- 28 luglio - Si svolge il primo Consiglio dei ministri, dove viene deliberato lo scioglimento del Partito Nazionale Fascista (PNF), la soppressione del Gran Consiglio del Fascismo e dei tribunali politici (completata in data 2 agosto). Le leggi razziali fasciste continuano a rimanere in vigore. Nel pomeriggio Badoglio invia una lettera ad Adolf Hitler, ribadendo che, per l'Italia, la guerra continuava nello stesso spirito dell'alleanza con la Germania.
- 5 agosto - Viene soppressa la Camera dei Fasci e delle Corporazioni.
- 7 agosto - In seguito alle manifestazioni e alle proteste vengono riconosciuti legalmente la Democrazia Cristiana (DC), il Partito Liberale Italiano (PLI), il Partito Socialista Italiano (PSI), il Partito d'Azione (Pd'A) e il Partito Comunista Italiano (PCI).
- 3 settembre - Dopo un breve periodo di colloqui iniziato alcuni giorni prima, viene firmato in segreto l'Armistizio di Cassibile.
- 8 settembre - L'armistizio viene reso noto dalle autorità anglo-americane, insediatesi nella penisola in seguito allo sbarco in Sicilia ed alla conseguente campagna.
- 9 settembre - In seguito al difficile clima che si sta delineando, il Re e Badoglio fuggono clandestinamente alle ore 5:10 di mattina, attraverso Ortona, verso il Sud Italia.
  - Nella stessa giornata, al fine di consolidare terreno in Italia, viene attuato lo Sbarco di Salerno, conclusosi con successo il 18 settembre.
- 10 settembre - Alle ore 16:00, Roma si arrende ai tedeschi che, avuta notizia dell’arresto del Duce, avevano già prontamente avviato l’Operazione Achse e nominato commissari tecnici dei ministeri (permettendo Hitler, per giunta, ai Gauleiter del Tirolo e della Carinzia di annettere ai loro Reichsgaue molte province del Triveneto e la creazione della nuova Zona d'operazioni del Litorale adriatico). La sede del governo italiano-alleato invece viene spostata a Brindisi, facendo così nascere il Regno del Sud.
- 11 settembre - Il Re si rivolge con un messaggio radiofonico alla nazione.
- 12 settembre - Giunge notizia al governo del successo dell’Operazione Quercia e della conseguente liberazione di Benito Mussolini, riposto al comando del neonato Partito Fascista Repubblicano (PFR) — ufficialmente nato il 18 settembre — e della nuova Repubblica Sociale Italiana (RSI) — nata ufficialmente il 23 settembre e controllante tutta la parte del paese al di sopra della Linea del Volturno. Questa, tuttavia, sarà internamente sabotata da sacche di resistenza al ricostituito regime, coordinate dal nascente Comitato di Liberazione Nazionale (CLN).
- 29 settembre - Badoglio firma a Malta il cosiddetto "armistizio lungo".
- 13 ottobre - Per mano del diplomatico Giacomo Paulucci di Calboli, il governo Badoglio dichiara guerra alla Germania nazista.
- 16 ottobre - Le truppe tedesche, dopo un letale attacco effettuato 4 giorni prima dagli Alleati, si ritirano dalla Linea del Volturno alla Linea Barbara.
- 9 novembre - Viene sfondata anche la Linea Barbara dopo una battaglia durata 9 giorni. I tedeschi si ritirano sulle Linee Bernhardt (sfondata il 15 gennaio successivo, dopo una battaglia di 45 giorni), Hitler e Gustav.
- 18 novembre - In seguito al ritorno in attività dell’amministrazione a Brindisi, Winston Churchill ordina al governo italiano l’implicita ed immediata rinuncia alla formale sovranità sull’Albania e sull’Etiopia.
- 21 novembre - Dopo essere fuggito in seguito allo Sbarco in Sicilia, Albert Kesselring riassume il comando delle forze nazi-fasciste ancora presenti, subordinando progressivamente, per via delle necessità belliche, tutte le autorità della Repubblica Sociale Italiana a sé (11 dicembre), lasciando tuttavia Benito Mussolini capo formale di quest’ultima.

### 1944
- 17-18 gennaio - In ottica di un’avanzata verso Roma, iniziano le prime colluttazioni sulla Linea Gustav. In tal senso, emblematica è la Battaglia di Cassino che, vinta successivamente dagli Alleati, romperà le difese tedesche.
- 20 gennaio - Con due regi decreti (n. 25-26) vengono abrogate le leggi razziali fasciste.
- 22 gennaio - Viene messo in atto lo Sbarco di Anzio che, sebbene successivamente riuscito e completato in data 26 maggio, degenera inizialmente in uno stallo.
- 11 febbraio - Badoglio sostituisce i ministri rimasti a Roma con un rimpasto. Viene altresì trasferita, una volta riconquistata l’area e con il beneplacito della Commissione alleata (che invece si riserva ancora il controllo di Napoli), la capitale provvisoria del Regno del Sud da Brindisi a Salerno.
- 24-25 marzo - Da Roma, ancora occupata, giungono notizie dell’Eccidio delle Fosse Ardeatine (confermato un mese dopo).
- 31 marzo - Viene formalizzato l’accordo tra Comitato di Liberazione Nazionale (CLN) e governo per la formazione di un Governo di unità nazionale e per la futura definizione della Forma di governo del paese (Svolta di Salerno).
- 17 aprile - In ottemperanza a quanto concordato, il governo rassegna al Re le sue dimissioni.
- 24 aprile - Supportato dal CLN, Pietro Badoglio viene re-incaricato dal Re nel ruolo di capo del governo. Con il giuramento del nuovo esecutivo il giorno successivo, dunque, termina ufficialmente l’esperienza di governo.